# Super League 1999
La Super League de 1999 fue la 105.ª temporada del rugby league de Inglaterra y la cuarta edición con la denominación de Super League, es el torneo de rugby league más importante de Inglaterra.

## Formato
Los equipos se enfrentaron en formato de todos contra todos, los primeros cinco clasificados disputaron la postemporada.
Se otorgaron 2 puntos por cada victoria, 1 por el empate y 0 por la derrota.

## Desarrollo

### Tabla de posiciones
| Pos. | Equipo                     | Encuentros | Encuentros | Encuentros | Encuentros | Tantos | Tantos | Tantos | Puntos |
| Pos. | Equipo                     | PJ         | PG         | PE         | PP         | F      | C      | Dif.   | Puntos |
| ---- | -------------------------- | ---------- | ---------- | ---------- | ---------- | ------ | ------ | ------ | ------ |
| 1    | Bradford Bulls             | 30         | 25         | 1          | 4          | 897    | 445    | +452   | 51     |
| 2    | St Helens                  | 30         | 23         | 0          | 7          | 1034   | 561    | +473   | 46     |
| 3    | Leeds Rhinos               | 30         | 22         | 1          | 7          | 910    | 558    | +352   | 45     |
| 4    | Wigan Warriors             | 30         | 21         | 1          | 8          | 877    | 390    | +487   | 43     |
| 5    | Castleford Tigers          | 30         | 19         | 3          | 8          | 712    | 451    | +261   | 41     |
| 6    | Gateshead Thunder          | 30         | 19         | 1          | 10         | 775    | 576    | +199   | 39     |
| 7    | Warrington Wolves          | 30         | 15         | 1          | 14         | 700    | 717    | -17    | 31     |
| 8    | London Broncos             | 30         | 13         | 2          | 15         | 644    | 708    | -64    | 28     |
| 9    | Halifax Blue Sox           | 30         | 11         | 0          | 19         | 573    | 792    | -219   | 22     |
| 10   | Sheffield Eagles           | 30         | 10         | 1          | 19         | 518    | 818    | -300   | 21     |
| 11   | Wakefield Trinity Wildcats | 30         | 10         | 0          | 20         | 608    | 795    | -187   | 20     |
| 12   | Salford City Reds          | 30         | 6          | 1          | 23         | 526    | 916    | -390   | 13     |
| 13   | Hull Sharks                | 30         | 5          | 0          | 25         | 422    | 921    | -499   | 10     |
| 14   | Huddersfield Giants        | 30         | 5          | 0          | 25         | 463    | 1011   | -548   | 10     |

|  | Clasificados a postemporada. |

### Postemporada

#### Final de eliminación
| 17 de septiembre | Wigan Warriors | 10 - 14 | Castleford Tigers |  |  |

#### Final de clasificación
| 19 de septiembre | St Helens RFC | 38 - 14 | Leeds Rhinos |  |  |

#### Semifinales
| 24 de septiembre | Leeds Rhinos | 16 - 23 | Castleford Tigers |  |  |

| 26 de septiembre | Bradford Bulls | 40 - 4 | St Helens RFC |  |  |

#### Final preliminar
| 3 de octubre | St Helens RFC | 36 - 6 | Castleford Tigers |  |  |

#### Final
| 9 de octubre | Bradford Bulls | 6 - 8 | St Helens RFC | Old Trafford, Mánchester        |  |
|              |                |       |               | Asistencia: 50.717 espectadores |  |

| Bandera de Inglaterra |
| Campeón St Helens RFC |
| Noveno título         |